# Сигнахи
Сигна́хи (груз. სიღნაღი) — город в восточной части Грузии. Административный центр Сигнахского муниципалитета, входящего в состав края Кахетия.
Центр историко-географической области Кизики. Расположен на склоне горы, на террасах, соединяющихся извилистыми крутыми улицами.

## Этимология
Название города происходит от тюркского слова сигнах (сигнак), означающего — «укреплённое место», «укрытие», «крепостное защитное сооружение». Укрепления с аналогичным названием (Сгнах) типичны и для средневековых армянских меликств Карабаха и Зангезура (Сюника).

## Население
Согласно путешественнику Гильденштедту, в 1772 году в городе проживало 72 армянских князя, которые защищали город от внешних угроз, делая город третьим по защищённости городом Грузии (после Тбилиси и Гори).
Демографическая ведомость Восточно-Грузинского царства, составленная в 1770 году, описывает Сигнахи как малое поселение в Кахети — в Кизики, и также указывает его жителями армян, в количестве 100 домов.
В 1821 году в городе было 377 армянских домов и 12 — грузинских и русских.
В 1836 г. городское население состояло из 550 домов, 1636 жителей (мужского пола), из них 1571 — армян, 65 — грузин.
В середине XIX века Сигнахи также описывался как город, населенный почти исключительно армянами, которые, по преданию, поселились в нём из Еревана (Эривани), Нахичевани и Карабаха. При этом, уже к середине XIX века сигнахские армяне были преимущественно грузиноязычными. Часть сигнахских армян происходили из Казахского уезда (современная область Тавуш в Армении). Кавказский календарь за 1852 г. также отмечает, что из 4467 жителей города лишь порядка 200 были православными, остальные — армянами. В городе имелись две армянские церкви и одна православная (грузинская). Грузинская церковь была посвящена Св. Стефану Первомученику. Армянский кафедральный собор был посвящен Св. Иоанну Предтече (Сурб Карапет), вторая церковь — Сурб Геворг (Св. Георгия), располагалась в крепости. Общее число дымов в середине XIX в. достигало 844, из коих армянских — 804, грузинских — 40.
Подробные сведения о населении города дает Камеральное описание 1886 г. (посемейные списки). Городское население Сигнахи делилось на 2 большие группы — армян и грузин, при этом, из 10 604 жителей армян было 5854 человек (55,2 % населения), грузин — 4644 (43,8 %), русских 106 (1 %). Уровень грамотности среди мужчин выглядел следующим образом: грамотными были 26 (35,6 %) из 73 русских (из них два — на груз. языке), 290 (12,5 %) из 2328 грузин (из них 45 — на русском языке, 245 — грузинском), 1214 (35,6 %) из 3412 армян (из них 780 — на грузинском языке, 387 — русском (они же — на грузинском и армянском), 8 — армянском). В городе было 273 ремесленников, из коих армян — 145, грузин — 127. Грузин было больше среди кирпичников, каменщиков и кузнецов, немало было также сапожников. Армян было больше среди сапожников, шубников, портных, медников, серебряков, красильщиков и т. д. Единственный в городе художник также был армянином. Почти вся торговля в городе была в руках армян, при этом все 2 купца первой гильдии и 67 — второй были армянами. Всего из 250 торговцев 230 были армянами, 20 — грузинами, причем большинство грузин занимались виноторговлей: из 33 виноторговцев 12 были грузинами, 21 — армянами.
Согласно ЭСБЕ население города в конце XIX века составляло 8 998 чел.
В ноябре 1896 года в городе была торжественно открыта одноклассная армянская приходская школа для детей обоего пола. В день открытия школы число учащихся достигло 60 человек.
По данным первой всеобщей переписи населения Российской империи 1897 года население города составляло 8994 чел. (грамотных в 2743 чел. или 30,5 %). Из них 5090 жителей (56,6 %) были православными (2670 — м.п., 2420 — ж.п.), 3812 человек (42,4 %) — армяно-григорианами (1757 человек — м.п., 2055 — ж.п., имелись также 4 армяно-католика), 42 — мусульманами (36 — м.п., 6 — ж.п.) и т. д. При этом, по родному языку картина заметно отличалась: русский был родным для 190 человек (106 — мужчин, 84 — женщины), армянский — 2 536 человек (1179 — мужчин, 1357 — женщин), грузинский — 6187 человек (3144 — мужчин, 3043 — женщин). Большая разница между армяно-григрианами (3812 человек) и теми, кто указал армянский в качестве родного языка (2535 человек) объясняется тем, что уже к середине XIX века значительная часть сигнахских армян были грузиноязычными.
В 1914 году в городе проживало 17 690 человек. В 1926 году — 4848 жителей.
В 2014 году население Сигнахи насчитывало 1485 человек. Таким образом, население города уменьшилось с 1914 года в 12 раз.
| Год          | Всего, чел. | Армяне           | Грузины          | Русские       | Евреи       | Аварцы, лезгины и др. лезгинские народы | Поляки      | Остальные (греки, немцы, азербайджанцы и др.) |
| ------------ | ----------- | ---------------- | ---------------- | ------------- | ----------- | --------------------------------------- | ----------- | --------------------------------------------- |
| 1851         | 4467        | 4267 (95,6 %)    | 200 (4,4 %)      |               |             |                                         |             |                                               |
| 1886         | 10 604      | 5854 (55,2 %)    | 4644 (43,8 %)    | 106 (1 %)     |             |                                         |             |                                               |
| Конец XIX в. | 8998        | 4949 чел. (55 %) | 3959 чел. (44 %) | 90 чел. (1 %) | ---         | ---                                     | ---         | --                                            |
| 1897         | 8 994       | 2 536 (28,2 %)   | 6 187 (68,79 %)  | 191 (2,12 %)  | 19 (0,21 %) | 13 (0,14 %)                             | 10 (0,11 %) | 38 (0,42 %)                                   |
| 1914         | 17 690      | 8996 (50,85 %)   | 8494 (48,02 %)   | 171 (0,97 %)  | ---         | ---                                     | ---         | --                                            |
| 1922         | 4192        | 2483 (59,2 %)    | 1614 (38,6 %)    | 64 (1,5 %)    |             |                                         |             |                                               |
| 1926         | 4848        | 2400 (49,5 %)    | 1636 (33,7 %)    | 370 (1,6 %)   | ---         | ---                                     | ---         | --                                            |
| 1939         | 4864        | 1654 (34,0 %)    | 3040 (62,5 %)    | 133 (2,7 %)   |             |                                         |             |                                               |

## История
Город возник во второй половине XVIII века на месте старого укрепления. В Российской империи поселение именовалось Сигнах или Сигнаг и было центром Сигнахского уезда, который был образован в 1801 году в составе Грузинской губернии после присоединения Картли-Кахетинского царства к России.
В 1918 году уезд вместе с Тифлисской губернией вошёл в состав Грузинской Демократической Республики.
.

## Достопримечательности
Славится одноимённой крепостью, входящей в список самых известных и крупных крепостей Грузии. Стены Сигнахской крепости уцелели и сегодня окружают старую часть города и выходят далеко за городские границы. По периметру стен сохранились 28 сторожевых башен, с которых открывается замечательный вид на Алазанскую долину.
В городе расположена церковь Святого Геворга, отстроенная в традициях армянской архитектуры, но после реставрации переданная Грузинской Православной церкви.
В городе есть Дом-музей и памятник грузинскому оперному певцу Вано Сараджишвили, уроженцу Сигнахи. Бодбийский монастырь расположен в двух километрах от Сигнахи.
В Сигнахи, по местному преданию, влюбленный художник Нико Пиросмани покрыл площадь перед гостиницей цветами, где жила любимая женщина — французская актриса Маргарита де Севр. Об этом поётся в популярной песне в исполнении Аллы Пугачёвой Миллион роз (1982).
С середины 2000-х годов в городе действует Дворец бракосочетания. Работает только по будням. 
В двух километрах от Сигнахи находится Бодбийский монастырь, где покоятся мощи просветительницы Грузии святой равноапостольной Нино (ум. в 347 г.).

## Торговля
В августе 2007 года в Сигнахи открылся первый супермаркет национальной сети «Populi».

## Известные уроженцы
Родившиеся в Сигнахи

## Галерея

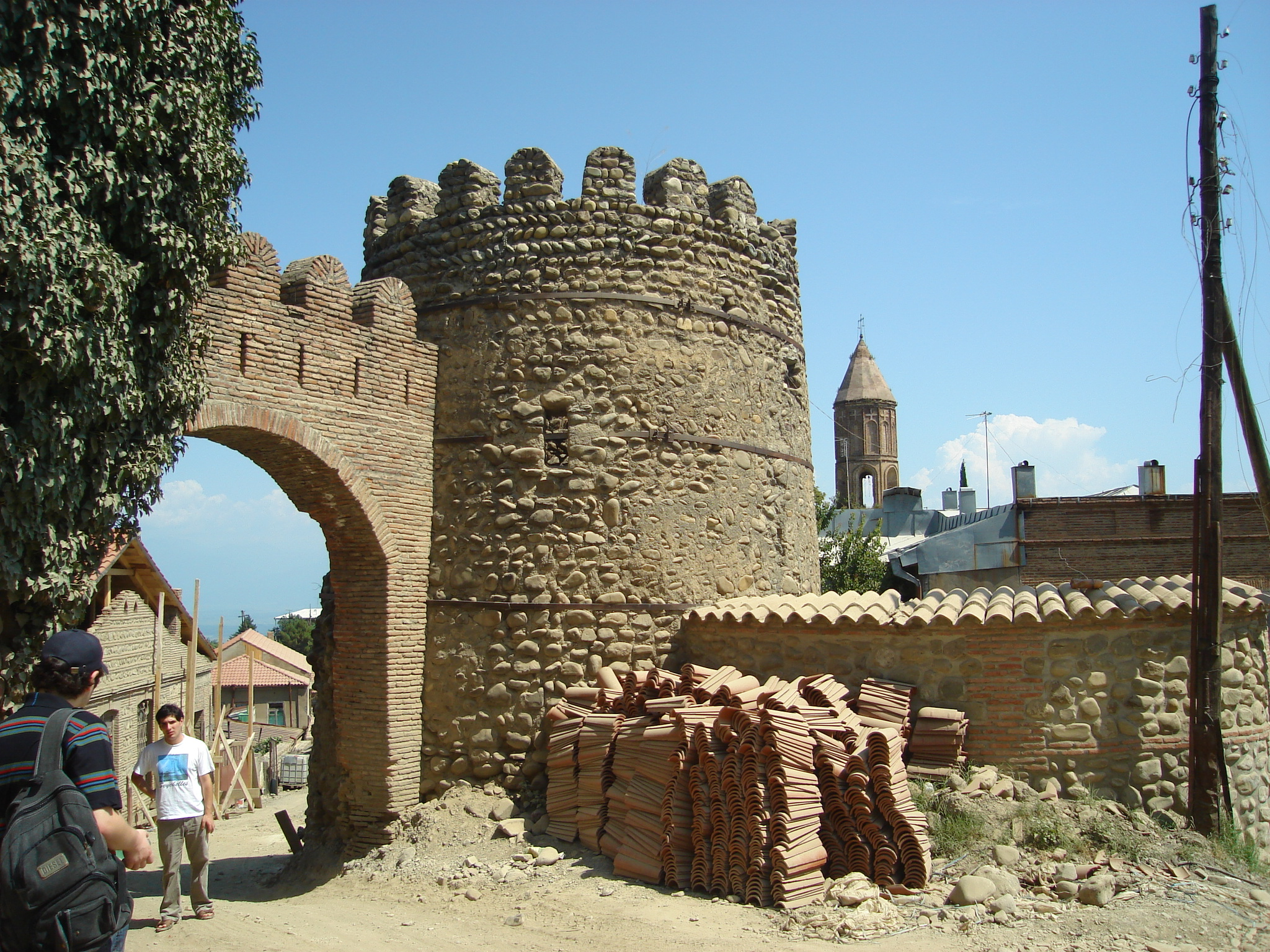
Ворота Сигнахской крепости
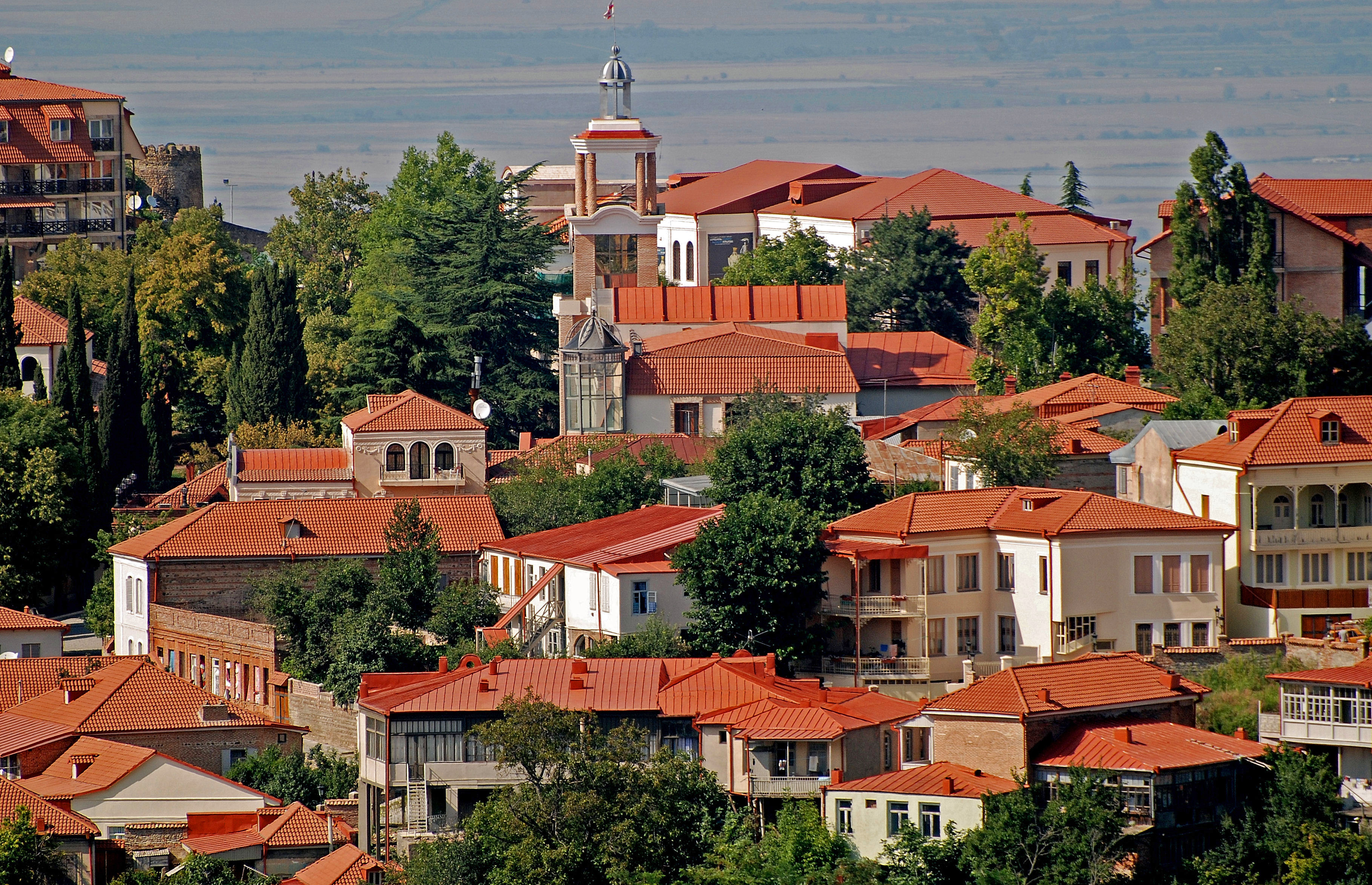
Исторический центр города
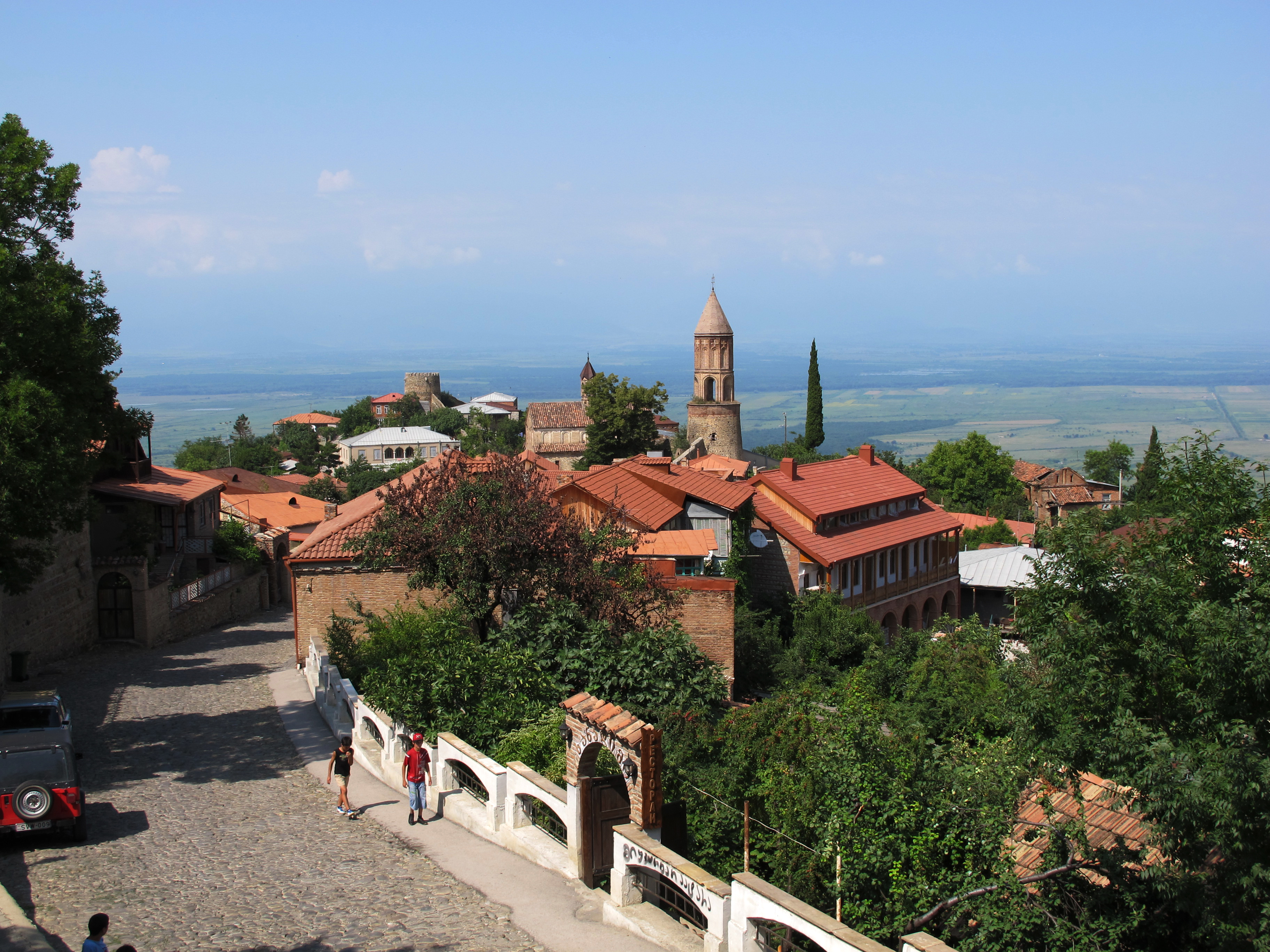
Переулки города
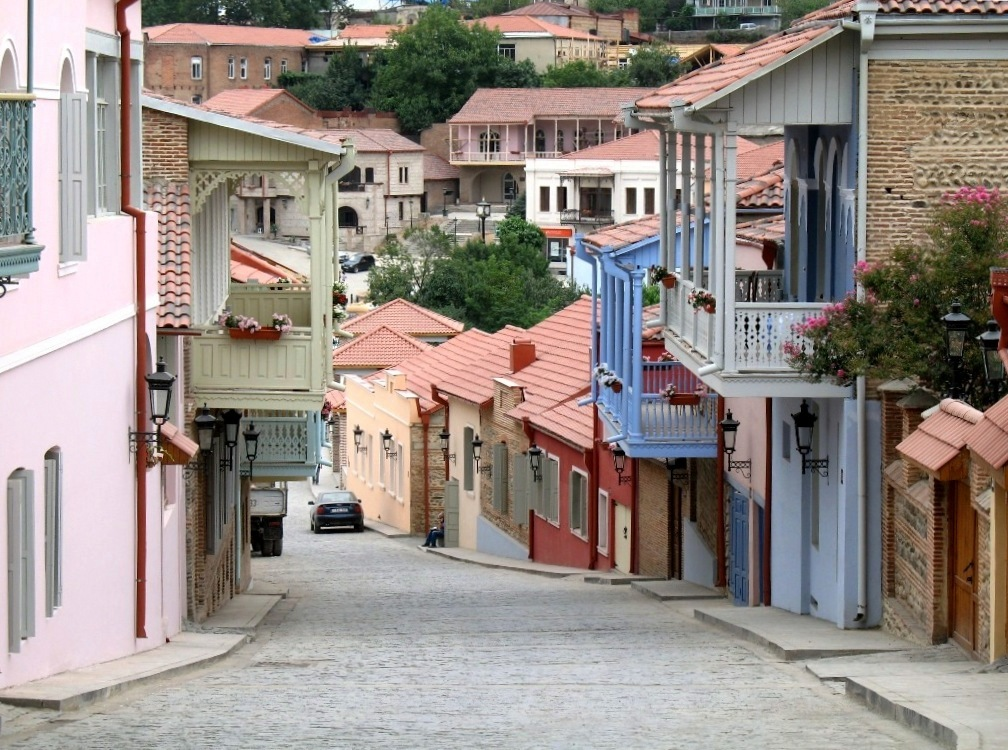
Главная улица Сигнахи
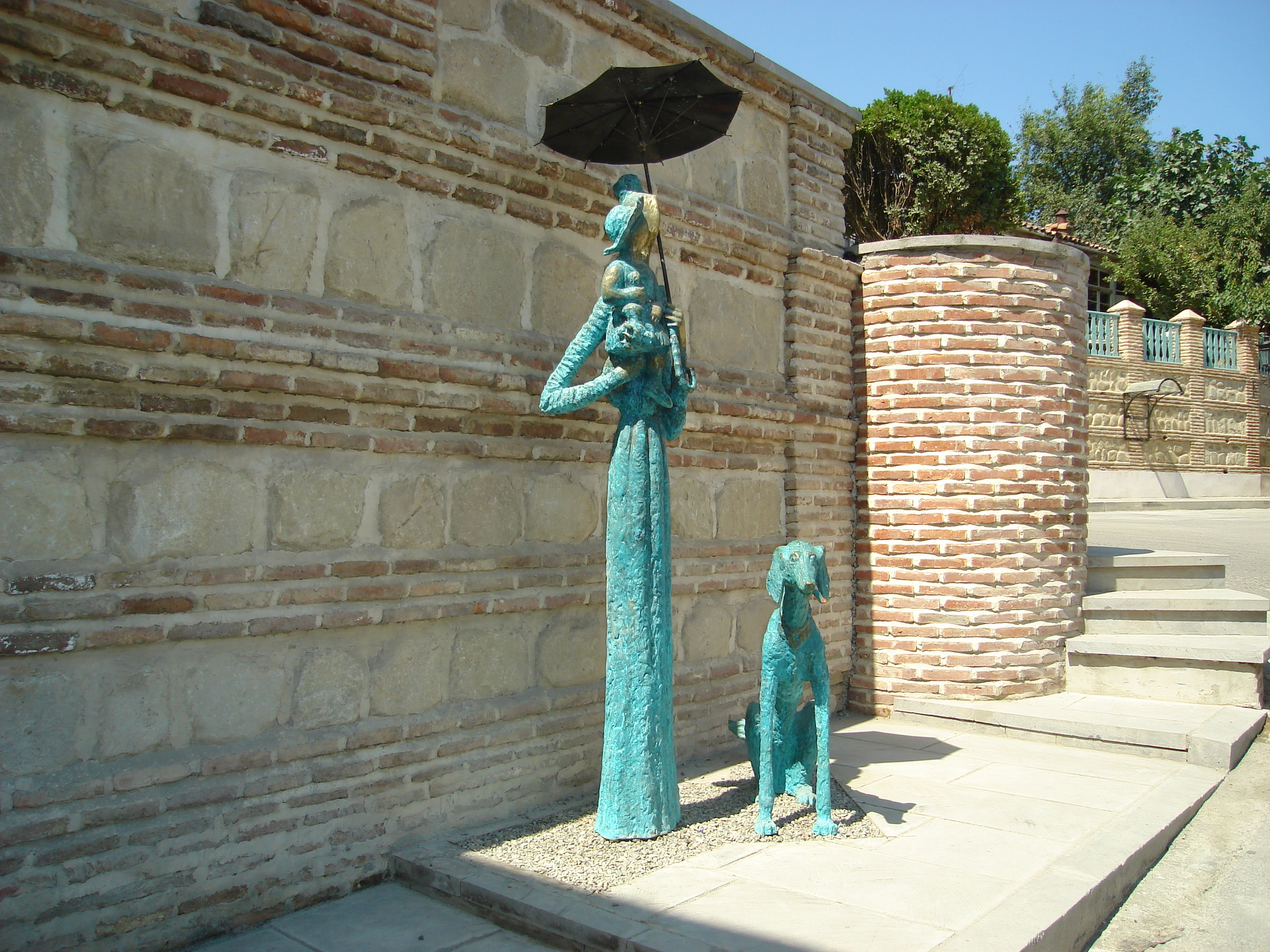
Статуя женщины в Сигнахи
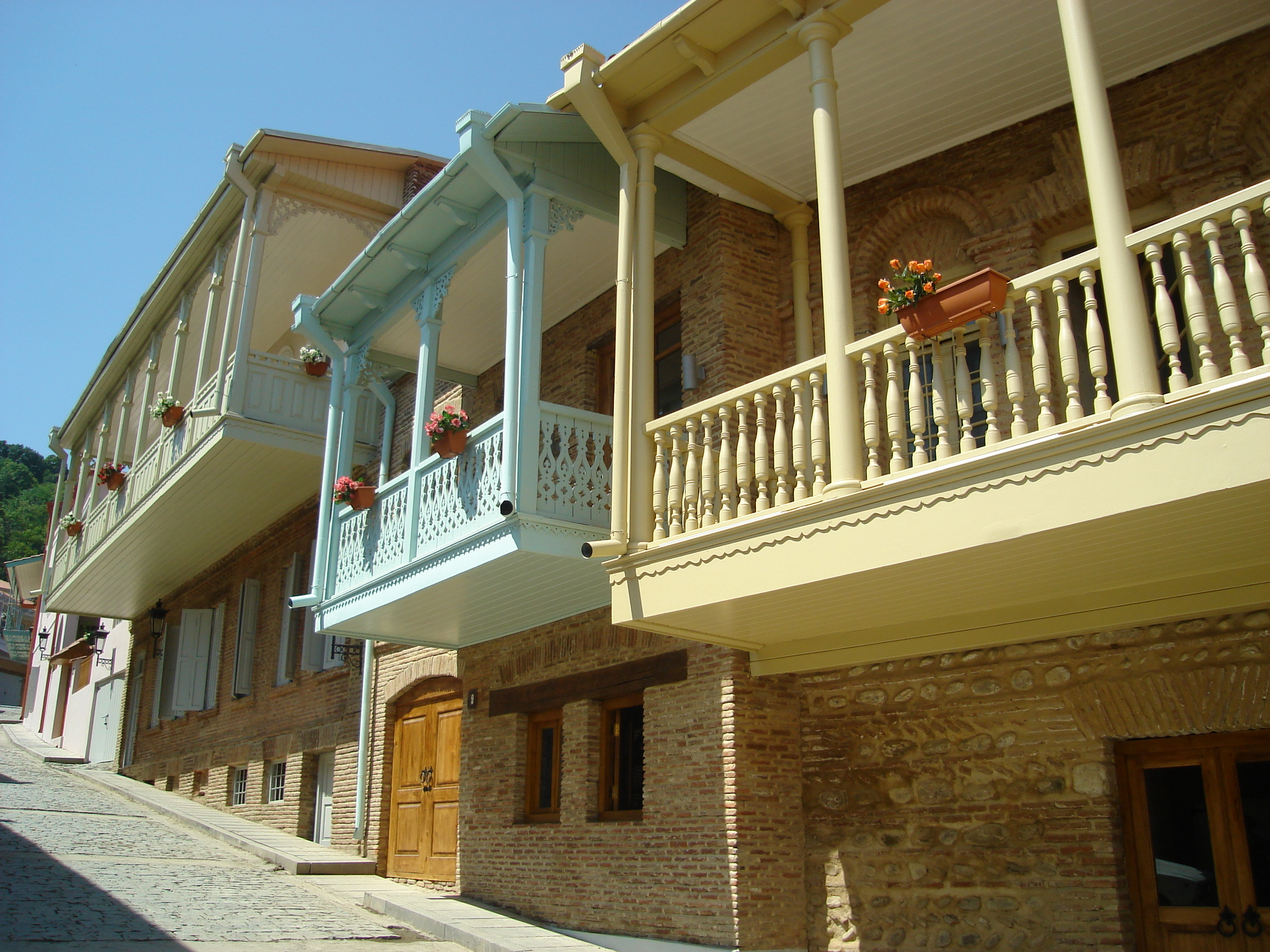
Балконы в Сигнахи
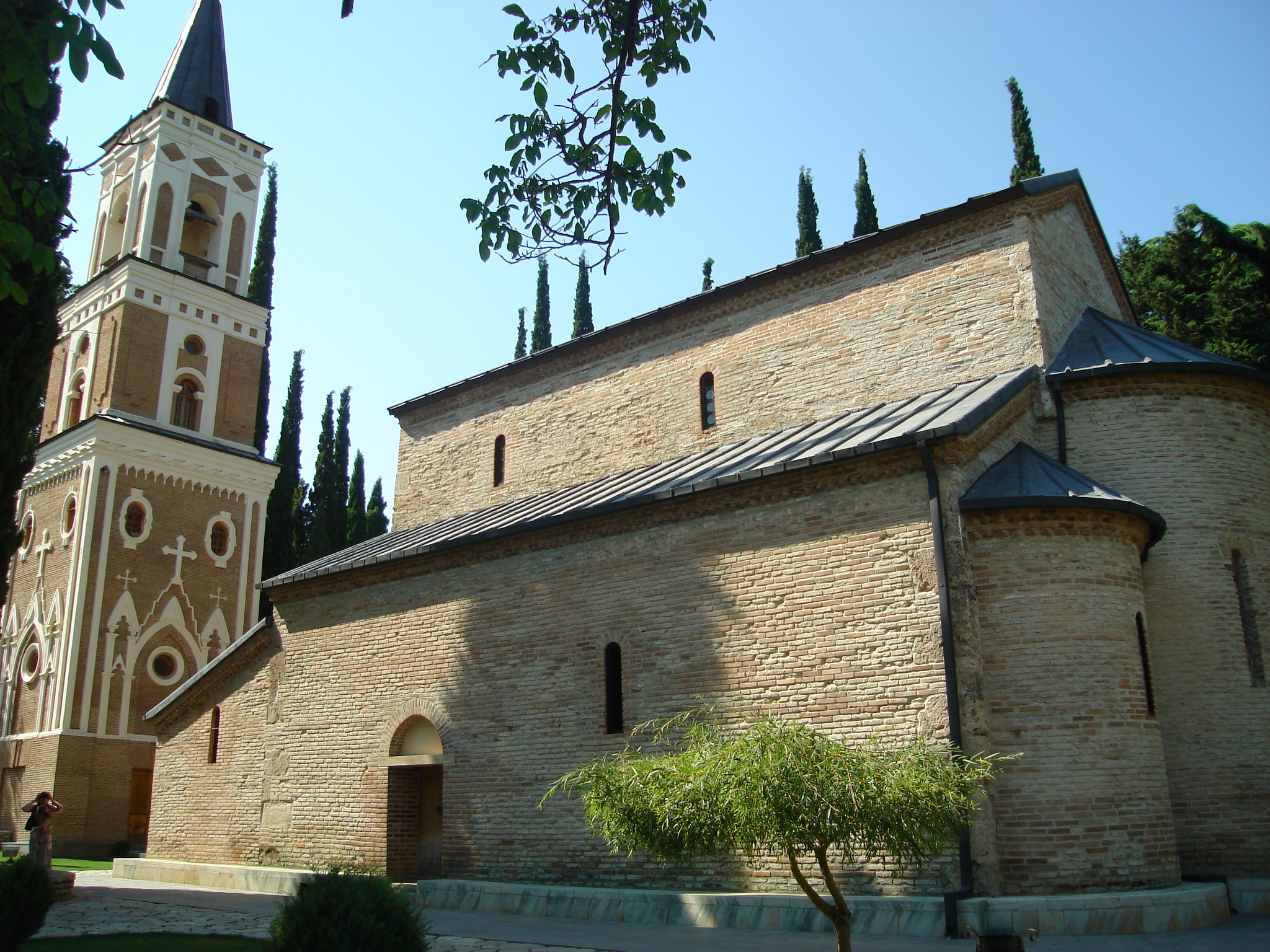
Православный монастырь
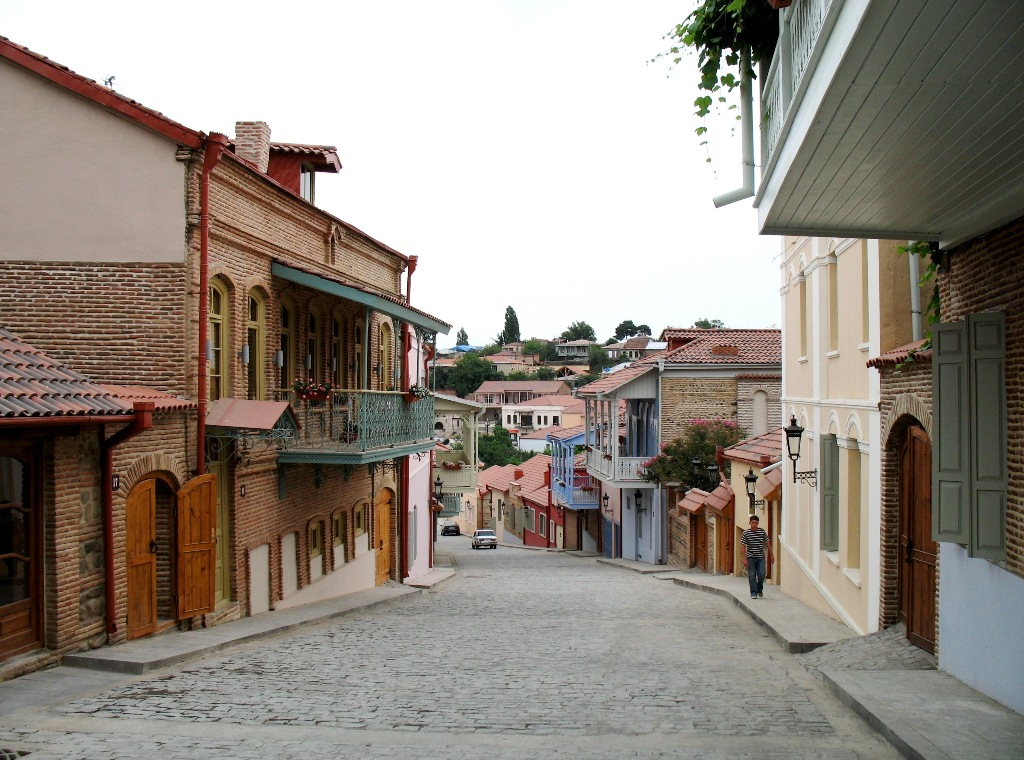